# François-Xavier Fabre

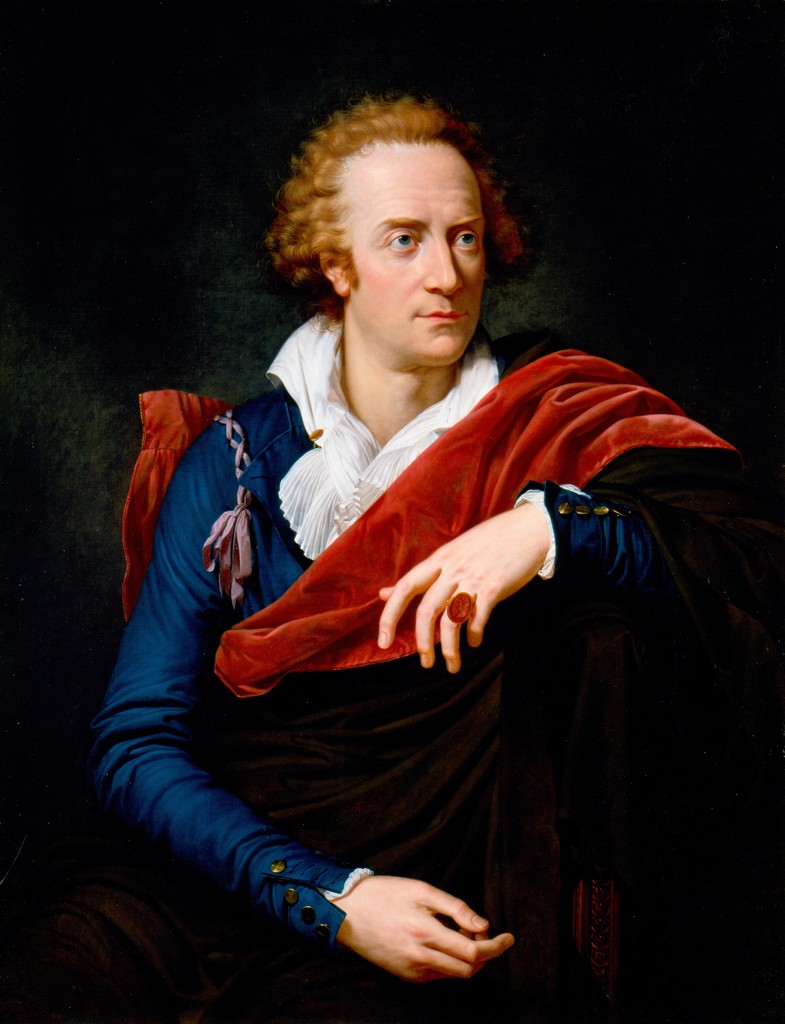
Vittorio Alfieri retratado por Fabre (1793, Galería Uffizi, Florencia).

François-Xavier Fabre (Montpellier, 1 de abril de 1766 - Montpellier, 16 de marzo de 1837) fue un pintor francés de temas históricos.
Fabre fue alumno de Jacques Louis David, y adquirió cierto prestigio al ganar el premio de Roma de 1787.
Durante la Revolución francesa, se fue a vivir a Florencia, donde se convirtió en miembro de la Academia de Florencia y en profesor de arte. Entre las amistades que hizo en Italia se encuentra el dramaturgo Vittorio Alfieri (al que retrató), la viuda del cual, princesa Louise de Stolberg-Gedern, se dice acabó siendo su esposa.
Tras la muerte de Louise en 1824, Fabre heredó su fortuna, que utilizó para fundar la escuela de artes en su ciudad natal.
Antes de morir, Fabre legó su colección de arte a la ciudad, formando la base de la pinacoteca del actual Museo Fabre.

## Obras
- La Muerte de Narciso (1814) ;
- Luciano Bonaparte (1808)
- La Muerte de Milón de Crotona ;
- Filoctetes en la isla de Lemnos ;
- La casta Susana ;
- El Juicio de Paris ;
- Retrato de Alfieri ;
- La Muerte de Filoctetes ;
- Delia llorando a Coridón
- Edipo y la Esfinge ;

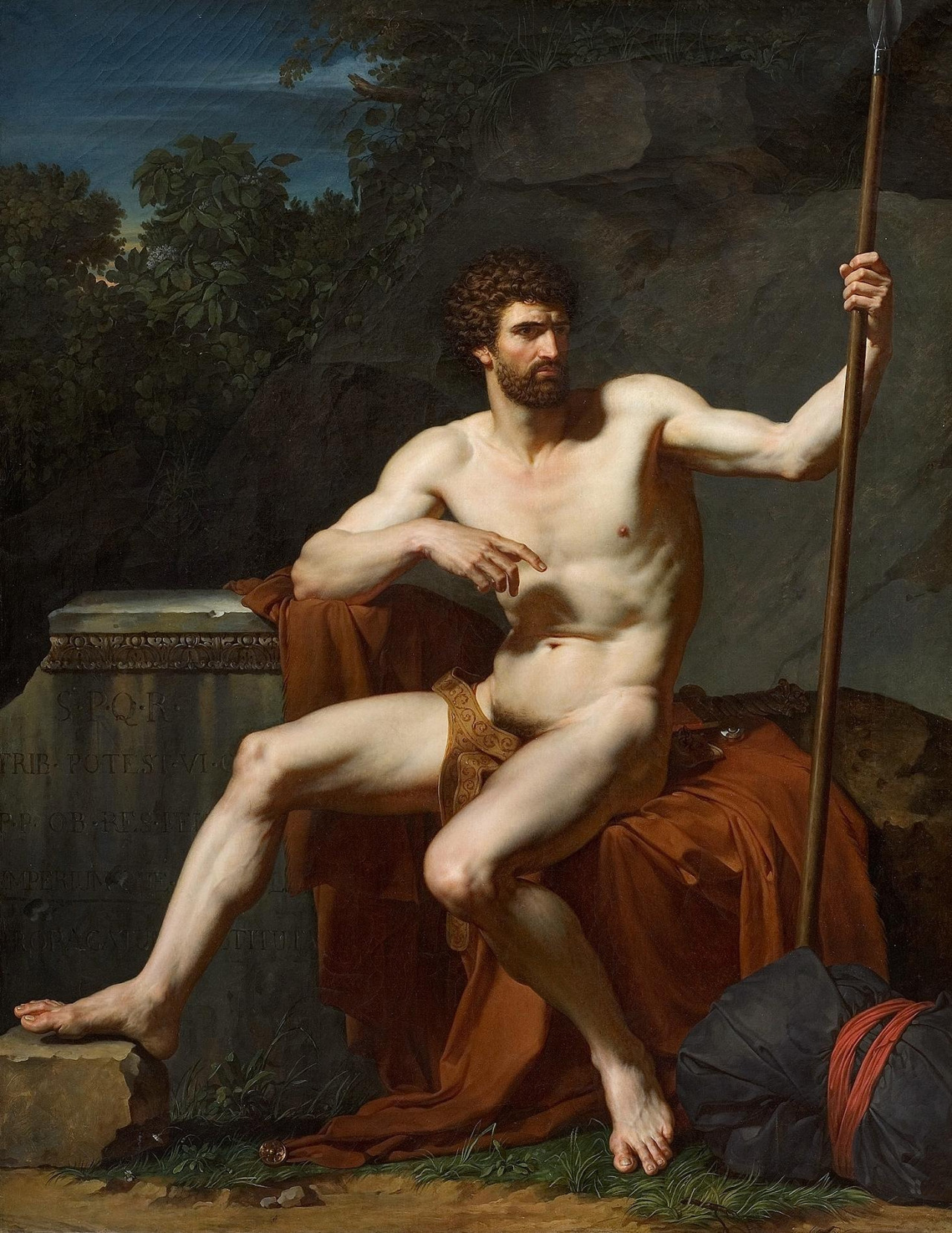
Soldado romano en reposo (1788)
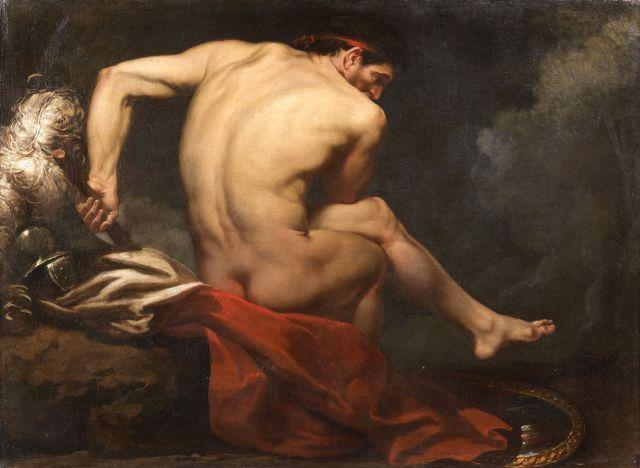
Soldado griego en reposo, coll. part.
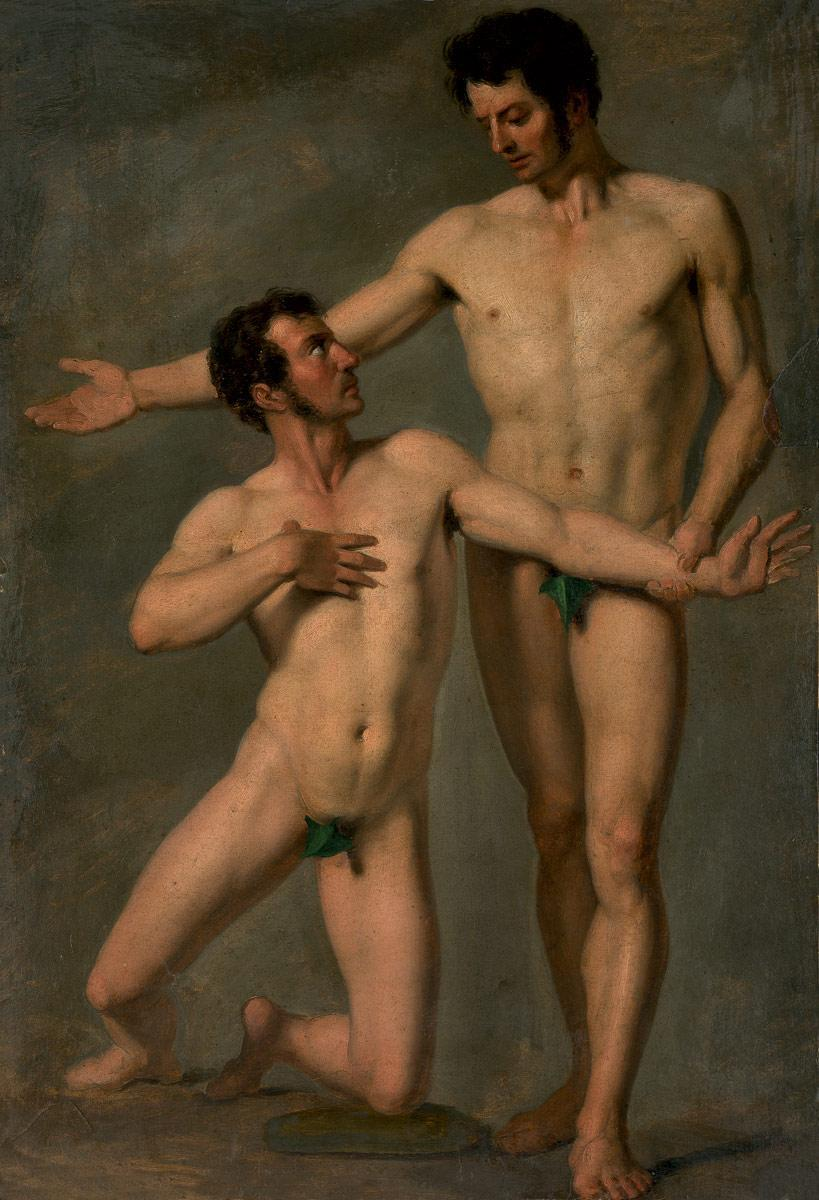
Dos hombres desnudos (1825)
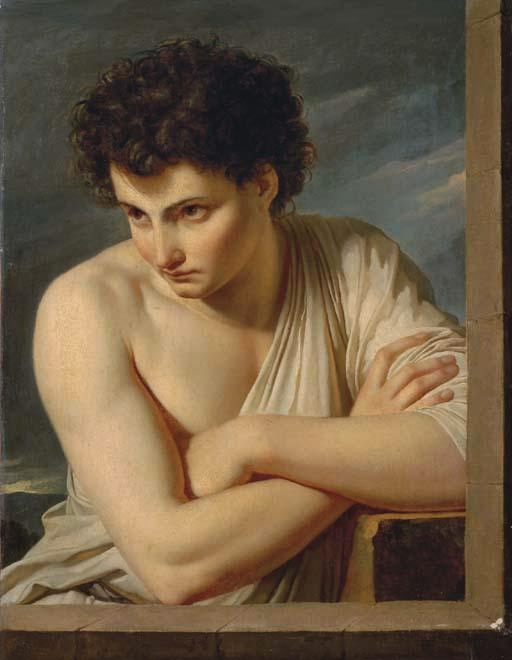
Joven pastor de la Arcadia, coll. part.